# Горња Чарлија
Горња Чарлија (мкд. Горна Чарлија) је насеље у Северној Македонији, у јужном делу државе. Горња Чарлија припада општини Могила.

## Географија
Насеље Горња Чарлија је смештено у јужном делу Северне Македоније. Од најближег већег града, Битоља, насеље је удаљено 18 km североисточно.
Горња Чарлија се налази у средишњем делу Пелагоније, највеће висоравни Северне Македоније. Насељски атар је равничарски, док се даље ка истоку издиже Селечка планина. Западно од насеља протиче Црна река. Надморска висина насеља је приближно 580 метара.
Клима у насељу је континентална.

## Становништво
Горња Чарлија је према последњем попису из 2002. године имала 3 становника.
Претежно становништво по последњем попису су етнички Македонци (100%).
Већинска вероисповест је православље.